# Кёсеги, Петер
Петер Херцег де Секше (венг. szekcsői Herceg Péter), родился как Петер Кёсеги, также был известен как Петер Херцег (венг. Kőszegi "Herceg" Péter) (ок. 1285—1353/1358) — крупный венгерский магнат первой половины XIV века. Представитель могущественной и богатой семье Кесеги, члены которой считались ярыми врагами короля Венгрии Карла I Роберта. После многих лет войн и неудачных восстаний Петер присягнул на верность королю в 1339 году. Он стал прародителем благородной семьи Херцег де Секше.

## Семья
Петр родился около 1285 года. младший сын крупного олигарха Хенрика II Кесеги (? — 1310) и его супруги, дочери Моиша II, палатина Венгрии. У него был старший брат Янош Кёсеги.
Он женился на дочери Яноша Бабонича, бана из Славонии. Она была ещё жива в 1366 году. У них был сын Петер II, родившийся после 1351 года, когда Петер был уже в преклонном возрасте . На протяжении всей своей жизни Петер именовался прозвищем «Херцег» (лат. Petrum Ducem). После 1339 года она стала его фамилией (венг. "Herceg"). Его потомки процветали вплоть до XVII века.

## Карьера
После смерти своего отца в 1310 году Янош и Петер Кёсеги совместно управляли унаследованными крупными владениями в Верхней Славонии и Южной Трансданубии, владея десятками замков и земельных владений. Первоначально они номинально поддерживали усилия короля Венгрии Карла I, но позднее выступили против монарха к середине 1310-х гг. В ходе двух коротких королевских военных кампаний в 1315 и 1316 годов. Карл Роберт разбил их и подчинил их владения в Южной Трансданубии. Братья отступили в Верхнюю Славонию за реку Драва. Там они потерпели поражение от Яноша Бабонича, будущего тестя Петера, в 1317 году. После этого Янош и Петер смогли сохранить свои замки только в районе Загорья, где их отец начал расширять свою территорию ещё несколько десятилетий назад. Братья также воевали в армии своего родственника Андраша Кёсеги, чья провинция в Западной Трансданубии была окончательно оккупирована королевской армией в первой половине 1319 года. Янош и Петер сдались весной 1320 года, Карл I назвал их «бывшими мятежниками, ныне нашими приверженцами». Правда, когда их двоюродный брат Янош «Волк» Кёсеги поднял новое восстание против Карла I в 1327 году, Янош и Петер присоединились к нему. Король разгромил их в течение нескольких месяцев, братья потеряли ещё один форт, ещё больше сократив число своих замков.
Янош Кёсеги скончался где-то после 1327 года. Петер и три сына его покойного брата были среди тех членов семьи Кесеги, которые заключили союз с домом Габсбургов против венгерского короля Карла I в январе 1336 года, наряду с родом Бабоничей. Когда 13 декабря после непродолжительной войны Карл Роберт подписал перемирие со своими врагами, он назвал членов этих двух семей «предателями Святой короны». В документе имя Петера ставилось на первое место среди предателей, перед его племянниками, двоюродным братом Яношем «Волком» и Бабоничами . Согласно рассказу Карла, Петер пригласил австрийскую армию в Славонию, чтобы попытаться приобрести эту провинцию для герцогов Австрии. Ради успеха он даже передал герцогам два своих замка — Врбовец (Орбольц) и Штригова (Штриго).
Война между Венгрией и Австрией продолжалась до 1339 года. Карл Роберт заставил Кёсеги отказаться от своих последних крепостей вдоль западных границ королевства в 1339 году. В то время как Янош «Волк» присягнул на верность Альбрехту II, герцогу австрийскому, в июне 1339 года, постепенно интегрируясь в австрийское дворянство, Петер Кёсеги и его племянники выбрали иной путь: они принесли присягу на верность венгерской короне. В обмен на их последние крепости в Загорье, в том числе Белец, Костель, Крапина (Корпона), Врбовец и Оштрц, Карл Роберт пожаловал Секше и Кёсег (Батина) в графстве Баранья Петеру. Ранее Петер был совладельцем этих замков со своим братом до их восстания. Это фактически означало конец правления и господства Кесеги в Западной Венгрии через семьдесят лет. После этого он принял фамилию Херцег с суффиксом «де Секше». Одновременно с королевским пожалованием земельных владений, Петер Кёсеги получил должность ишпана графства Бодрог. В исторических документах он был оформлен как ишпан в период между 1342 и 1347 годами, но вполне вероятно, что он занимал этот пост на протяжении всего периода с 1339 по 1353 год. Петер сохранил свое положение и во время правления короля Венгрии Людовика I Великого. В марте 1351 года трое сыновей его покойного брата, Миклош, Петер и Хенрик (предки рода Тамаши), уговорили тогдашнего бездетного Петра Херцега усыновить их и сделать наследниками своего состояния, если он умрет бездетным. Однако вскоре родился его единственный сын Петер, что сделало договор недействительным. Петр Герцег скончался до 1358 года.